# Psykiatrisk særforanstaltning
En psykiatrisk særforanstaltning er en foranstaltning, der idømmes en person der var utilregnelig, da han/hun begik en forbrydelse. Reglerne er beskrevet i straffelovens § 16 og § 68-69, og det er formelt ikke anset for en straf. Derfor er den dømte også patient, ikke indsat. Som hovedregel skal patienten under udførelsen af forbrydelsen være så påvirket på sine åndsfunktioner, at han/hun kan siges at være utilregnelig – dvs. sindssyg eller betydeligt åndssvag. I så fald skal personen behandles, og ikke straffes (f.eks. med fængsel).
Langt de fleste psykiatriske særforanstaltninger er en af tre hovedtyper:
- Ambulant kontrol/behandling på psykiatrisk afdeling, hvor patienten har mødepligt, og med mulighed for indlæggelse.
- Indlæggelse på psykiatrisk afdeling, hvor overlægen kan udskrive personen til ambulant kontrol/behandling, og eventuelt tilsyn af kriminalforsorgen.
- Anbringelse på psykiatrisk afdeling, hvor en udskrivning kun kan foretages af retten (hvilket generelt sker efter evaluering af overlæge og kriminalforsorgen).

Afhængig af patienten og forbrydelsen, kan det være på en almindelig psykiatriske afdeling eller på en specialiseret retspsykiatrisk afdeling, og særforanstaltning kan være tidsbegrænset eller tidsubegrænset. Hvis den er tidsbegrænset, kan den ikke være over 5 år. Hvis den er tidsubegrænset, hvilket kun er muligt hvis forbrydelsen var alvorlig og personfarlig (deriblandt mord, alvorlig vold eller røveri, voldtægt eller anden seksualforbrydelse, eller frihedsberøvelse), skal retten 5 år efter domfældelsen vurdere, om domme skal ophæves, dvs. vurdere om patienten skal udskrives fra den psykiatriske afdeling, hvor han/hun er anbragt. Hvis den ikke bliver ophævet, skal det derefter vurderes mindst hvert andet år af retten.